# Martin Belinga Eboutou
Pour les articles homonymes, voir Belinga.
Martin Belinga Eboutou, né le 17 février 1940 à Nkilzok  dans l'arrondissement de Zoétélé près de Yaoundé et mort le 8 mai 2019 à Genève (Suisse),  est un diplomate de carrière et un homme politique camerounais. 
Ancien séminariste (Akono), il est titulaire d'une licence en droit canon et d'un doctorat en droit. Il est également diplômé de la section diplomatique de l'ENA de Paris.
Il a été le directeur de cabinet du président Paul Biya, pour la deuxième fois, avec rang et prérogatives de ministre, après avoir été conseiller spécial à la présidence de la République du Cameroun.

## Biographie
Le jeune Belinga est orphelin de père très tôt (en effet son père, Tobie Belinga qui est catéchiste meurt et est enterré à la Mission Catholique de Nden), à l'entame de ses études secondaires. Sa mère (Véronique Eboutou) voit en son fils unique un futur prêtre et l'oriente d'abord à l'Ecole catholique de Nden, puis aux Séminaires d'Otélé, Edéa et Akono où il a l'occasion de croiser le chemin d'un certain Paul Barthélémy Biya (actuel Président du Cameroun), son aîné de sept ans. Il en ressortira avec un baccalauréat littéraire.
Il poursuit ses études supérieures notamment à l'université Lovanium au Zaïre et à Paris.
Assez peu connu du grand public mais célèbre dans les milieux diplomatiques africains et internationaux, Martin Belinga Eboutou a d'abord longtemps été en poste au Ministère des Affaires étrangères et dans les ambassades du Cameroun, à Brazzaville et à Paris notamment. Il devient ensuite directeur du protocole d'État à la Présidence de la République de 1989 à 1997, et Directeur du cabinet civil de septembre 1996 à décembre 1997.
Pendant dix ans, jusqu'en décembre 2007,  il a dirigé la Représentation du Cameroun auprès de l'Organisation des Nations unies à New York en même temps qu'il dirigeait la Représentation du Cameroun auprès de l'Office des Nations unies à Genève. En octobre 2002 il a présidé le Conseil de sécurité. Pendant son séjour aux Nations unies, il a également présidé le Conseil économique et social et l'Autorité internationale des fonds marins basée à Kingston en Jamaïque. Il était au cours de la même période Ambassadeur du Cameroun en Jamaïque.
Il est important de relever que ce diplomate, habitué des négociations délicates, a présidé le Conseil de sécurité des Nations unies à un moment crucial, où l'Organisation mondiale devait se prononcer sur la légitimité de la guerre en Irak.
Enfin, Martin Belinga Eboutou a été un membre influent de la délégation camerounaise dans le suivi de l'affaire Bakassi, à la Cour internationale de justice de La Haye et dans la Commission mixte Cameroun-Nigeria-ONU en vue de la résolution définitive de ce conflit.
En 2010, il a été nommé, et ce cumulativement avec ses fonctions de Directeur du Cabinet Civil, Président du Comité National d'Organisation des Cinquantenaires de l'Indépendance et de la Réunification du Cameroun, que le pays célébra en 2010 et 2011. Sa sortie du gouvernement intervient lors du réaménagement ministériel du 2 mars 2018; Il fut remplacé à son poste de Directeur du Cabinet Civil par Samuel Mvondo Ayolo, jusque là ambassadeur du Cameroun en France.    

### Article de presse
- « Les 50 personnalités qui font le Cameroun : Martin Belinga Eboutou », Jeune Afrique, n° 2520-2521, du 26 avril au 9 mai 2009, p. 33